# CamboJA News
 (avril 2025).
CamboJA News (en khmer : ខេមបូចា ព័ត៌មាន) est un site d’information cambodgien indépendant créé par l’Alliance des journalistes cambodgiens (ou CamboJA) en 2020. Sa création est une réponse au durcissement du contrôle et de la répression des médias par l’État qui a eu lieu avant les élections législatives de 2018. CamboJA est vraisemblablement le dernier réseau de journalistes indépendants au Cambodge.

## Travaux notables

### Liberté de presse
CamboJA News publie chaque année un rapport sur l’état du journalisme au Cambodge,. Celui-ci rend compte des agressions et arrestations visant les journalistes, ainsi que les sujets traités par ces derniers.
Le Cambodian Journalism Situation Report de l’année 2024 témoigne de 41 cas déclarés de harcèlement envers des journalistes, dénonçant ainsi la violation de l’article 41 de la Constitution qui concerne notamment les libertés d’expression et d’information.